# Hozukius
Hozukius is een geslacht van straalvinnige vissen uit de familie van schorpioenvissen (Sebastidae).

## Soorten
- Hozukius emblemarius (Jordan & Starks, 1904)
- Hozukius guyotensis Barsukov & Fedorov, 1975